# Tamon
Tamon is een bestuurslaag in het regentschap Simeulue van de provincie Atjeh, Indonesië. Tamon telt 420 inwoners (volkstelling 2010).